# Antonino Pietta
Antonino Pietta (Orzinuovi, 29 dicembre 1925 – ...) è stato un calciatore italiano, di ruolo attaccante.

## Carriera
Cresce nelle giovanili della Gallaratese, con cui poi trascorre in prima squadra la stagione 1942-1943, nel campionato di Serie C, in cui non scende però mai in campo. Nella stagione 1945-1946 e nella stagione 1946-1947 milita nella Sommese e in prestito alla Pro Sesto nella Coppa Alta Italia del 1946; successivamente, nella stagione 1947-1948 veste la maglia della Gallaratese con cui realizza 20 gol in 37 presenze in Serie B, risultando così essere il capocannoniere del girone A della serie cadetta (e, in generale, il secondo miglior marcatore di tutto il campionato dietro ad Aurelio Pavesi De Marco, autore di 23 reti con la maglia del Palermo).
A fine stagione si trasferisce al Legnano, sempre in Serie B; qui disputa l'intera stagione 1948-1949 dove segna 12 reti in 24 presenze, per poi trasferirsi a fine campionato al Messina, con cui durante la stagione 1949-1950 segna 2 reti in 9 presenze nel campionato di Serie C, chiuso dai siciliani al primo posto in classifica.
Nella stagione 1950-1951, iniziata in Serie B al Messina (senza mai giocare), dal mese di novembre del 1950 veste la maglia del Villasanta, in Serie C, segnando 9 gol in 22 presenze; nella stagione 1951-1952 veste la maglia dell'Aosta, sempre in terza serie, dove segna 7 reti in 18 presenze; nella stagione 1957-1958 gioca a livello dilettantistico con la Rovatese.

## Palmarès

### Club

#### Competizioni nazionali
- Serie C: 1

Messina: 1949-1950